# Металургійний завод у Понт-а-Муссон
48°53′38.5″ пн. ш. 6°03′11.7″ сх. д. / 48.894028° пн. ш. 6.053250° сх. д.

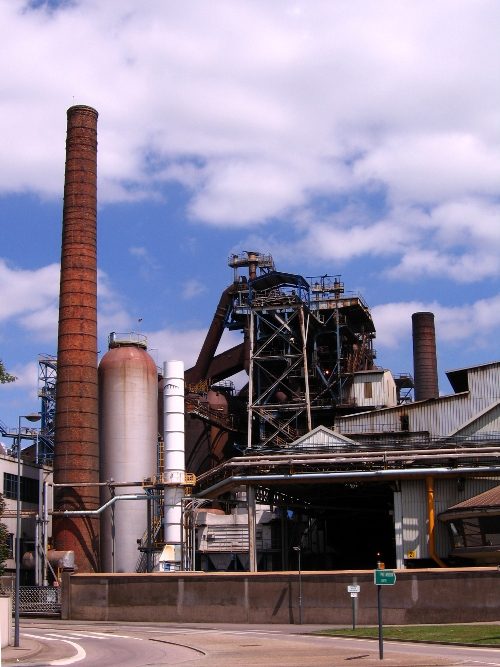
Одна з трьох доменних печей заводу.

Металургійний завод в Понт-а-Муссон — металургійний завод з неповним металургійним циклом на північному сході Франції, у Лотарингії, у місті Понт-а-Муссон. Один з чотирьох заводів Франції з доменним виробництвом. Основна продукція — чавун, який використовується для виробництва чавунних труб. В 2008 році на заводі було виплавлено 600 тис. т чавуну.

## Історія
Завод засновано 1851 року.
Через економічну кризу 2008 року на заводі 2009 року було зупинено 1 доменну піч, а восени 2011 року було тимчасово зупинено другу доменну піч у зв'язку з падінням попиту на продукцію заводу.

## Сучасний стан
Завод має 3 доменних печі невеликого об'єму, загальною продуктивністтю лише 600 тис. т на рік.